# Distretto di Uthai
Il distretto di Uthai (in thailandese: อุทัย) è un distretto (amphoe) della Thailandia, situato nella provincia di Ayutthaya.